# Verbascum chaudharyanum
Verbascum chaudharyanum är en flenörtsväxtart som beskrevs av Hemaid. Verbascum chaudharyanum ingår i släktet kungsljus, och familjen flenörtsväxter. Inga underarter finns listade i Catalogue of Life.